# Цубен
Цубен (осет. Цъубен, груз. წუბენი — Цубени) — село в Закавказье, расположено в Ленингорском районе Южной Осетии, фактически контролирующей село; согласно юрисдикции Грузии — в Ахалгорском муниципалитете.

## География и состав
Село находится на юго-западе Ленингорского района
Состав:
- Нижний Цубен (осет. Дæллаг Цъубен, груз. Квемо-Цубени) — к югу
- Средний Цубен (осет. Астæуккаг Цъубен, груз. Шуа-Цубени)
- Верхний Цубен (осет. Уæллаг Цъубен, груз. Земо-Цубени) — к северу

## Население
Судя по данным «Памятника Эриставов», в средневековье село Цубени было населено двалами — туальцами. Согласно В.Ф.Миллеру, туальцами называлось население южной части Осетии вплоть до конца XIX века.
Село населено этническими осетинами. По данным 1959 года в селе жило 297 жителей, в том числе в Верхнем Цубене — 208 человек, Среднем Цубене — 36 человек, Нижнем Цубене — 53 человек, в основном осетины.

## История
В грузинском «Памятнике Эриставов» (XIV век) двальское село Цубени упоминается в связи с карательным походом грузинского эристава Виршела против двалов.
В период южноосетинского конфликта в 1992—2008 гг. село входило в состав западной части Ленингорского района РЮО, находившейся в зоне контроля РЮО. После войны в августе 2008 года село осталось под контролем властей РЮО.

## Известные уроженцы
- Хачиров, Сергей Иванович (1918—2007) — юго-осетинский писатель и поэт.

## Топографические карты
- Лист карты K-38-65 Ленингори. Масштаб: 1 : 100 000. Издание 1979 г.